# Media Life Magazine
A Media Life Magazine é uma revista/jornal diário online cuja primeira publicação foi em Maio de 1999. Fundado por Gene Ely, as suas edições cobrem todos os aspectos dos média.